# Partido Restaurador
El Partido Restaurador, también llamado Partido Caramuru, fue un partido político brasileño creado en 1831 y formado esencialmente por antiguos miembros del Partido Portugués en su mayoría comerciantes portugueses, burócratas y militares que defendían el derecho del emperador Pedro I a regresar a Brasil. Pedro I había abdicado al trono y en ese momento se encontraba en Portugal.  Defendían también un régimen monárquico fuertemente centralizado. Tenía el apoyo de los periódicos O Carijó, O Caramuru y O Sete de Abril. El partido se extinguió en 1834 con la muerte de Pedro I y sus miembros se cambiaron al grupo de los ximangos. 